# Кубок Мальти з футболу
Ку́бок Ма́льти з футбо́лу — другий за значимістю після чемпіонату футбольний турнір у Мальті, у якому визначається володар національного кубка. Проходить за системою плей-оф. Заснований у 1933 році.

## Переможці
| Клуб            | Перемоги | Сезони |
| --------------- | -------- | --- |
| Сліма Вондерерс | 22       | 1935, 1936, 1937, 1940, 1946, 1948, 1951, 1952, 1956, 1959, 1963, 1965, 1968, 1969, 1974, 1979, 1990, 2000, 2004, 2009, 2016, 2024 |
| Флоріана        | 21       | 1938, 1945, 1947, 1949, 1950, 1953, 1954, 1955, 1957, 1958, 1961, 1966, 1967, 1972, 1981, 1993, 1994, 2011, 2017, 2022             |
| Валетта         | 13       | 1960, 1964, 1975, 1977, 1978, 1991, 1995, 1996, 1997, 1999, 2001, 2010, 2014, 2018                                                 |
| Гіберніанс      | 11       | 1962, 1970, 1971, 1980, 1982, 1998, 2006, 2007, 2012, 2013, 2025                                                                   |
| Хамрун Спартанс | 6        | 1983, 1984, 1987, 1988, 1989, 1992                                                                                                 |
| Біркіркара      | 6        | 2002, 2003, 2005, 2008, 2015, 2023                                                                                                 |
| Меліта          | 1        | 1939 |
| Зуррік          | 1        | 1985 |
| Гзіра Юнайтед   | 1        | 1973 |
| Рабат Аякс      | 1        | 1986 |
| Бальцан         | 1        | 2019 |